# Kedi - La città dei gatti
Kedi - La città dei gatti (Kedi) è un documentario del 2016 diretto da Ceyda Torun sui migliaia di gatti che vivono ad Istanbul.
La parola "Kedi" in lingua turca significa "gatto".

## Trama
Migliaia di gatti vivono ad Istanbul, la più grande città della Turchia. Alcuni sono selvatici e badano a loro stessi, mentre altri sono più domestici e le persone se ne prendono cura. Kedi tratta di questi gatti e intervista le persone che interagiscono con loro. Il documentario si interessa in particolare di otto gatti: Corny (la vagabonda), Soffietto (il gentiluomo), Eneri (l'amante), Jackina (la cacciatrice), Emmino (il giocatore salamino), Flashina (la matta), Calime (l'obesus) e Kicca (la santa).

## Distribuzione
Il documentario ha fatto il suo debutto al !f Istanbul Independent Film Festival il 21 febbraio 2016, prima della distribuzione delle sale cinematografiche del Nord America il 10 febbraio 2017. È disponibile sulla piattaforma YouTube Red dal 10 maggio 2017 e dal 14 novembre dello stesso anno anche in DVD. È uscito nei cinema italiani solamente nel maggio 2018.

## Accoglienza
Il film ha ricevuto larga approvazione da parte della critica ed ha incassato oltre 4 milioni di dollari.
La rivista Time lo ha inserito tra i 10 migliori film del 2017.

## Riconoscimenti
- 2016 - Sidewalk Film Festival
  - Premio della Giuria - Miglior film per famiglie
- 2017 - Austin Film Critics Award
  - Candidatura per il miglior documentario
- 2017 - Chicago Film Critics Association[7]
  - Candidatura per il miglior documentario
- 2017 - Critics' Choice Documentary Award[8]
  - Miglior primo documentario
  - Miglior soggetto vivente in un documentario ai gatti di Istanbul
  - Candidatura per la miglior regia a Ceyda Torun
  - Candidatura per il miglior documentario
  - Candidatura per il documentario più innovativo
- 2017 - Detroit Film Critics Society Award
  - Candidatura per il miglior documentario
- 2017 - Florida Film Critics Circle Award
  - Candidatura per il miglior documentario
- 2017 - Indiewire Critics' Poll Award
  - 4º posto per il miglior documentario
- 2017 - Toronto Film Critics Association Awards
  - Candidatura all'Allan King Documentary Award
- 2017 - Village Voice Film Poll Award
  - 5º posto per il miglior documentario
- 2018 - Satellite Award[9]
  - Candidatura per il miglior documentario
- 2018 - AWFJ EDA Award
  - Candidatura per il miglior documentario
- 2018 - Central Ohio Film Critics Association Award
  - Candidatura per il miglior documentario
- 2018 - Chlotrudis Award
  - Miglior documentario
- 2018 - Cinema Eye Honors Awards
  - Candidatura per il Cinema Eye Audience Choice Prize
- 2018 - Dorian Awards
  - Candidatura per il film documentario dell'anno
- 2018 - GAFCA Award
  - Candidatura per il miglior documentario
- 2018 - Hawaii Film Critics Society Award
  - Candidatura per il miglior documentario
  - Candidatura per il miglior documentario in lingua straniera
- 2018 - Houston Film Critics Society Award
  - Candidatura per il miglior documentario
- 2018 - International Online Cinema Award
  - Candidatura per il miglior documentario
- 2018 - North Carolina Film Critics Association Award
  - Candidatura per il miglior documentario